# Grallás
Grallás (llamada oficialmente Santo Estevo de Grallás) es una parroquia y una aldea española del municipio de Páramo, en la provincia de Lugo, Galicia.

## Otras denominaciones
La parroquia también es conocida por los nombres de San Estevo de Grallás y Santo Estebo de Grallás.

## Organización territorial
La parroquia está formada por dos entidades de población, constando una de ellas en el nomenclátor del Instituto Nacional de Estadística español:
- Grallás
- Vilaxoanes

## Demografía
Gráfica demográfica de la aldea y parroquia de Grallás según el INE español:
| Gráfica de evolución demográfica de Grallás entre 2000 y 2020 |
|                                                               |
| Datos según el nomenclátor publicado por el INE.              |